# Oskars Melbārdis
Oskars Melbārdis (* 16. Februar 1988 in Valmiera, Lettische SSR) ist ein ehemaliger lettischer Bobpilot.

## Werdegang

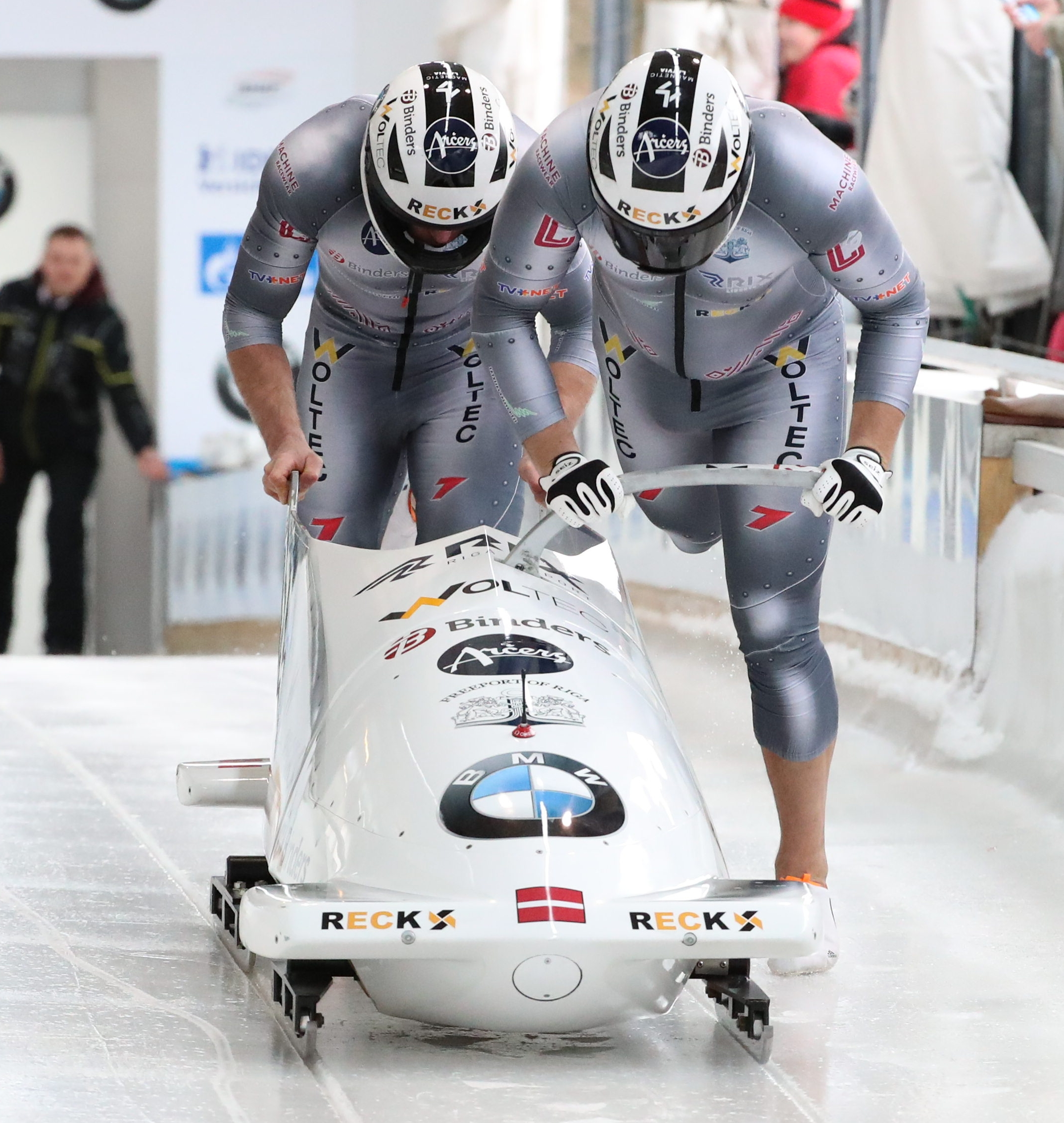
Oskars Melbārdis zusammen mit Intars Dambis bei den Bob- und Skeleton-Weltmeisterschaften 2020 in Altenberg

Seinen ersten großen Erfolg feierte er 2008 mit dem Gewinn der Europameisterschaft im Viererbob. Melbārdis war dabei einer der Anschieber, Pilot war Jānis Miņins. Im Weltcup war bislang jeweils ein zweiter Platz im Gesamtklassement der Zweier- und der Viererbobs, beides 2012/13, sein bestes Endergebnis. Damit gewann er den Gesamtweltcup in der Kombinationswertung. In der Saison 2013/14 gewann er in St. Moritz und Igls seine ersten beiden Weltcuprennen.
Oskars Melbārdis startete bei den Olympischen Winterspielen 2014 sowohl im Zweier- als auch im Viererbob. Im Zweierbob belegte er zunächst Rang fünf mit Anschieber Daumants Dreiškens, im Viererbob Rang zwei. Im März 2019 wurde ihm letztlich der Olympiasieg im Viererbob zuerkannt, sowie Bronze im Zweierbob, nachdem die russischen Bobteams wegen Dopings disqualifiziert wurden.
2015 wurde er in La Plagne mit Daumants Dreiškens Vizeeuropameister im Zweierbob. Mit Dreiškens, Arvis Vilkaste und Jānis Strenga gewann er im Viererbob den Europameistertitel. Im Weltcup 2014/15 gewann er im Zweierbob mit Daumants Dreiškens zwei Rennen und wurde fünfmal Zweiter. Mit dieser Leistung gewann er als erster Lette die Gesamtwertung im Zweier-Weltcup. Im Viererbob gewann er fünf der acht Weltcup-Rennen und sicherte sich auch in dieser Disziplin den Sieg in der Gesamtwertung. Bei den Weltmeisterschaften in Winterberg gewann er 2015 zeitgleich mit Johannes Lochner Silber hinter Francesco Friedrich. Im Viererbob sicherte er sich Bronze. Im darauffolgenden Jahr wurde er in Igls Weltmeister im Viererbob. 2018 gewann er bei den Olympischen Spielen in Pyeongchang im Zweierbob mit Jānis Strenga die Bronzemedaille. Im Viererbob belegte er mit Strenga, Vilkaste und Dreiškens Rang fünf. Ende 2018 wurde er zu Lettlands Sportler des Jahres gewählt.
Nachdem Melbārdis beim Training im Sommer 2021 einen schweren Bandscheibenvorfall erlitten hatte, gab er Ende Oktober 2021 bekannt, seine Karriere auf Anraten der behandelnden Ärzte mit sofortiger Wirkung zu beenden.